# Lupo del Friul
Lupo  o Lupus, de origen turingio, fue duque del Friul desde entre 660 y 663 hasta su muerte alrededor de 666. Sucedió a Agón.

## Historia
Inmediatamente después de acceder al nombramiento de duque del Friul, probablemente por nombramiento del rey Grimoaldo I, invadió con un cuerpo de caballería la isla de Grado donde residía el patriarca católico que se oponía al tricapitolino de Aquileia, saqueó la isla y trajo de vuelta a Aquileia los tesoros del patriarcado que lo legitimaban, en un contexto en el que la iglesia veneciana podría convertirse en la iglesia nacional lombarda, separándose de la romana.
Cuando el rey Grimoaldo fue al sur para rescatar a su hijo Romualdo y al ducado de Benevento de la invasión del emperador bizantino Constante II, puso a Lupo a cargo de Pavía, nombrándole regente. Allí, según narra Pablo el Diácono en su Historia Langobardorum, se comportó 'insolentemente', como un tirano, pensando que el rey no regresaría de la expedición a Langobardia Minor. Al regreso de Grimoaldo, Lupo, consciente de que lo que había hecho no hubiera complacido al rey, volvió a Cividale, capital de su ducado y se rebeló contra el rey.
El monarca, reacio a comenzar una guerra civil, le pidió al rey de los ávaros que atacara al ducado rebelde. La batalla, que duró cuatro días, se desarrolló en la localidad de Flovio, en el valle del río Vipava, y durante tres, Lupo se mantuvo firme, tomando mucho botín y matando a muchos enemigos, antes de que por sus propias pérdidas y la llegada de los refuerzos ávaros obligaron a su ejército a retirarse. El resultado terminó con la muerte de Lupo en el campo de batalla.
Los supervivientes se refugiaron en varios castillos y los invasores devastaron el Friul durante días, hasta que Grimoaldo les pidió que pusieran fin a los desmanes. Los ávaros, sin embargo, a través de embajadores, se negaron a retirarse, por lo que el rey, decidió marchar hacia el Friul para enfrentarse a ellos. Pero Grimoaldo estaba políticamente aislado y, por tanto, tenía pocos hombres disponibles. Por tanto, ideó engañar a los ávaros, haciéndoles creer que tenía numerosas tropas. Para ello, vistió y armó a sus hombres de una manera diferente, haciéndolos marchar más días. Entonces, los ávaros, sintiéndose amenazados, regresaron a Panonia.
Para la sucesión al trono ducal, aspiró sin éxito su hijo Arnefrido, pero Grimoaldo no solo no lo consintió sino que casó a la hija de Lupo, Teoderada con su hijo Romualdo, duque de Benevento. Más tarde, Teoderada sería regente de Benevento para su hijo Gisulfo. Sería sucedido finalmente por Vectari.
Según el genealogista del siglo XVII Hipólito Calandrini, Lupo del Friul descendería de un hermano de San Lupo de Troyes. De un hijo de Lupo del Friul, Sisulfo o Gisulfo, según Calandrini, descendería la familia de los Meli Lupi de Soragna.